# فانداگو (فیلم ۱۹۴۹)
فاندانگو (به انگلیسی: Fandango) یک فیلم سینمایی موزیکال فرانسوی به کارگردانی امیل-ادوین رینرت با بازی لوئیس ماریانو، لودمیلا ترچینا و آنت پوویر محصول سال ۱۹۴۹ است.
این فیلم در استودیوی Victorine در نیس فیلمبرداری شد. صحنه‌های فیلم توسط کارگردان هنری ژان دوارینو طراحی شده‌است.

## خلاصه داستان
در کشور باسک دو دوست عاشق یک زن مسافرخانه‌ای هستند که در آن رفت‌وآمد می‌کنند. وقتی به یکی از آنها فرصتی برای شروع فعالیت آوازخوانی در پاریس داده می‌شود، اوضاع تغیر می‌کند.